# استفان پانوسی
استفان پانوسی (متولد ۱۱ سپتامبر ۱۹۳۵ در سنندج، ایران) لغت‌شناس، فیلسوف، زبان‌شناس و شرق‌شناس آشوری‌تبار (آرامی) اهل ایران است. وی استاد بازنشسته دانشگاه یوتبری سوئد و از گویش‌وران بومی سنایا، یک زبان نئوآرامیایی شمال شرقی است.

## آثار
- تأثیر فرهنگ و جهان بینی ایرانی بر افلاطون (۱۹۷۸)، ناشر: مؤسسه پژوهشی حکمت و فلسفه ایران